# Championnat d'Europe masculin de rink hockey 1936
Navigation
Championnat d'Europe masculin 1934 Championnat d'Europe masculin 1937
Le Championnat d'Europe de rink hockey masculin 1936 est la 9e édition de la compétition organisée par le Comité européen de rink hockey et réunissant les meilleures nations européennes. Cette édition a lieu pour la première fois en Allemagne, à Stuttgart.
Cette compétition étant à la fois championnat d'Europe et championnat du monde, l'équipe d'Angleterre devient la première nation championne du monde et remporte pour la neuvième fois consécutive le titre européen de rink hockey.

## Participants
Sept équipes prennent part à cette compétition.
- Allemagne
- Angleterre
- Belgique
- France
- Italie
- Portugal
- Suisse : Croza , Rasca, Menzi, Gervaz, Zanazzo et Blanc[1].

## Résultats
| Rang | Équipe     | Pts | J | G | N | P | Bp | Bc | Diff |  | Résultats  |  |     |     |     |     |     |     |
| ---- | ---------- | --- | - | - | - | - | -- | -- | ---- |  | ---------- |  | --- | --- | --- | --- | --- | --- |
| 1    | Angleterre | 11  | 6 | 5 | 1 | 0 | 20 | 2  | +18  |  | Angleterre |  | 1-1 | 5-0 | 4-1 | 4-0 | 1-0 | 5-0 |
| 2    | Italie     | 10  | 6 | 4 | 2 | 0 | 16 | 9  | +7   |  | Italie     |  |     | 3-2 | 3-3 | 3-2 | 2-1 | 4-0 |
| 3    | Portugal   | 8   | 6 | 4 | 0 | 2 | 11 | 9  | +2   |  | Portugal   |  |     |     | 2-0 | 2-1 | 3-0 | 2-0 |
| 4    | Suisse     | 7   | 6 | 3 | 1 | 2 | 15 | 14 | +1   |  | Suisse     |  |     |     |     | 2-0 | 6-4 | 3-1 |
| 5    | Allemagne  | 3   | 6 | 1 | 1 | 4 | 10 | 14 | -4   |  | Allemagne  |  |     |     |     |     | 3-3 | 4-0 |
| 6    | France     | 3   | 6 | 1 | 1 | 4 | 10 | 16 | -6   |  | France     |  |     |     |     |     |     | 2-1 |
| 7    | Belgique   | 0   | 6 | 0 | 0 | 6 | 2  | 20 | -18  |  | Belgique   |  |     |     |     |     |     |     |